# Les Improbables Inventions de Wallace
Les Improbables Inventions de Wallace (Wallace & Gromit's Cracking Contraptions) de Wallace et Gromit est une série télévisée d'animation britannique en 10 épisodes d'environ 2 minutes, créée par Nick Park, diffusée à partir du 15 octobre 2002 sur Internet, puis durant les fêtes de fin d'année de 2002 sur BBC One.
La série a été produite en 2002 par les studios Aardman Animations sur des scénarios de Nick Park.
Elle aurait été diffusée en France entre 2002 et 2004 sur Canal+[réf. nécessaire].
En France, l'intégralité de la série sort en 2008 dans les bonus du DVD Wallace et Gromit
En 2017, la série est rediffusée dans Ludo sur France 4[réf. nécessaire].

## Synopsis des épisodes

### Shopper 13
Wallace et Gromit sont parés comme à un lancement d'une fusée qui se révèle être le « Shopper 13 » , trolley robotisé chargé de faire les courses. Gromit, à l'aide d'une carte du parcours à suivre et d'une caméra installée sur le Shopper, réussit à mener ce dernier au magasin. Après avoir failli prendre du fromage allégé (lite), le Shopper ramasse un énorme edam que Wallace a choisi. Mais, hélas, le poids du fromage casse la roue du trolley qui tourne en rond. C'est lors de cet incident que Wallace énonce le fameux « Gromit... Nous avons un problème ». Ce dernier réussit à faire attraper au Shopper une baguette pour qu'il s'en serve de béquille. Après un contretemps au parc, le trolley finit par arriver chez Wallace et Gromit, mais en voulant monter sur le palier, le Shopper tombe et le fromage est bientôt mangé par Shaun, le mouton, chargé d'aller chercher le fromage qui était non loin de la porte de la maison.

### The Autochef
Wallace, lors du petit déjeuner, tout en bricolant une télécommande, annonce que sa dernière invention est prête. Gromit, ayant un pressentiment, se couvre d'un manteau. L'invention de Wallace se révèle être un robot nommé « L'Autochef » qui cuisine tous les plats du petit déjeuner, Wallace sélectionne les œufs brouillés mais ces derniers au lieu de tomber dans l'assiette de wallace, s'écrasent sur la tête de Gromit. Un peu surpris, Wallace sélectionne les œufs frits mais l'Autochef les lui envoie sur les yeux ; aveuglé, Wallace commence à marcher dans le salon à la recherche de Gromit. L'Autochef lance des jets de thé chaud dans la maison, Gromit utilise une banane pour boucher le nez du robot qui explose.

### A Christmas Cardomatic
Nous découvrons un drôle d'oiseau prendre la pose, commandé par une voix familière. Après moult acrobaties, nous découvrons Wallace prenant des photos avec une étrange machine, le « cardomatic ». Wallace en profite pour rajouter de la glu et une étrange poudre grise dans le « cardomatic/carte-o matic ». Gromit enlève son déguisement d'oiseau pour aller voir Wallace qui s'extasie devant des cartes postales qui représentent les photos de Gromit. 
Wallace lève le rideau blanc et peu coloré, et nous découvrons alors un paysage magnifique avec des tas de pingouins derrière, ce qui signifie que si Wallace voulait de superbes photos, il n'avait qu'à lever un rideau.

### The Tellyscope
Wallace et Gromit sont tranquillement installés dans leur fauteuils, décidés à faire leur quotidienne « Séance de télévision ». Wallace nous révèle un incroyable système qui permet de faire venir la télévision vers la personne dans le but d'épargner l'effort de se déplacer vers la télévision. Le programme de ce soir se révèle être un documentaire sur les pingouins, puis un film d'horreur. Wallace est affolé, il cherche désespérément une balle, l'objet qui permet de faire marcher le système ; Gromit, bon prince, donne la télécommande à Wallace qui s'empresse de la mettre dans la machinerie. Après un vacarme assourdissant, la télé change effectivement de chaînes mais est propulsée vers Wallace qui termine écrasé contre le mur.

### The Snowmanotron
Gromit apprend par l'intermédiaire d'un journal qu'un concours de bonhomme de neige est organisé. Après avoir construit un « Penseur », nous découvrons Wallace conduisant une étrange machine qui se révèle être le « Snowmanotron ». Wallace, après avoir ramassé de la neige, tasse cette dernière, puis profitant sans le savoir d'un instant d'inattention de Gromit, détruit et remplace le magnifique bonhomme de neige par un autre, plus laid. Gromit, furieux, claque la porte et toute la neige tombe sur Wallace qui est transformé en bonhomme de neige, ce qui permettra à Gromit de gagner le concours. On peut noter que la dernière réplique de Wallace est « être un bonhomme de neige est abominable » en référence à l'abominable homme des neiges.

### The Bully Proof Vest
Une nuit d'orage, Wallace prépare son plateau repas avec une étrange boîte attachée à son ventre sans se douter qu'il est observé par un individu brièvement révélé par un éclair. Ayant un peu peur, Wallace entre dans le salon sans voir le voleur le suivre depuis la cuisine : Wallace commence à manger un cracker puis est attiré par les bruits des rideaux où le voleur s'était caché et enfin se fait piquer son cracker. Ayant vu un placard bouger, Wallace domine sa peur et ouvre la porte qui nous montre le cracker entamé. Wallace se retourne et découvre Gromit qui n'était autre que le voleur, ce dernier fait une chorégraphie avec un rouleau à pâtisserie mais Wallace actionne juste sa boîte qui libère un gant de boxe sur ressort qui assomme gromit. Malheureusement, Wallace, en voulant aider Gromit à se relever trébuche sur le rouleau à pâtisseries et la « Bully Proof Vest » l'envoie sur le plafond.

### The 525 Crackervac
Gromit qui est en train de ramasser les miettes de crackers est bientôt interrompu par le « Crackervac », aspirateur qui détecte les miettes de crackers pour les aspirer. Mais ce dernier s'en prend au paquet de crackers de Wallace et l'inventeur frustré lui arrache des mains, mais le Crackervac ne semble pas apprécier et devient menaçant. Wallace envoie le paquet à Gromit et ce dernier fait comme un duel de far-west en jetant un cracker avant de faire un rodéo avec l'aspirateur qui finit le « cou » avec un nœud. Wallace réapparait mais le « Crackervac » lui « rejette » tous ses déchets dans la figure et Wallace, couvert de poussière, ordonne à Gromit de faire le ménage.

### The Turbo Diner
Wallace bricole son autochef sur la table tandis que Gromit apporte leur thé, mais Wallace annonce que sa dernière invention le « Turbo Diner » est enfin prêt. Il faut mettre des pièces pour le faire marcher. Gromit à la surprise de se retrouver ligoté sur sa chaise avant de voir s'activer une énorme hotte qui aspire tout le robot, puis un pavé qui met la table, et enfin une dernière machine qui est censée allumer des bougies. Celles-ci manquent de faire brûler Gromit. Soudain, le Turbo-Diner cale et s'arrête, laissant Wallace et Gromit impuissants, ne pouvant se libérer afin de manger leur diner. Ce qui est assez comique alors que le diner à l'air succulent.

### The Snoozatron
Nous découvrons Wallace en pleine crise d'insommnie. Ce dernier actionne le « Snoozatron » qui enclenche une sonnerie et réveille Gromit d'une façon cavalière. La machine refait le lit de Wallace, lui donne ses doudous et enfin met une berceuse tandis que Gromit se déguise en mouton. Wallace actionne un trampoline qui fait sauter Gromit jusqu'à la chambre de Wallace, qui commence à compter les instants où Gromit apparaît. Au bout de seulement 6 passages du « mouton », Wallace finit par s'endormir, prouvant l'efficacité du Snoozatron. Mais Gromit est obligé de continuer à sauter jusqu'au matin, incapable d'arrêter le Snoozatron. Il réussit cependant à prendre un journal et à le lire pour patienter.

### The Soccamatic
Une belle journée, Wallace fait des tirs au but qui sont tous arrêtés par Gromit. Fatigué et frustré, Wallace invente une machine qui envoie des tonnes de ballons dans les buts de Gromit. Il baptise son invention « Soccamatic ». Wallace est tranquillement en train de prendre le thé tandis que Gromit s'éclipse afin de riposter. Wallace lit un proverbe avant de s'apercevoir qu'il n'y a plus de ballon, aussi il actionne une manette qui remplit le Soccamatic. Gromit réapparaît avec un costume gonflable qui bouche le but. Wallace le sermonne puis propose de faire une partie de tennis pour prendre sa future(?) revanche. 
C'est ainsi que se clôt la série des Cracking Contraptions.